# スターバト・マーテル (プーランク)

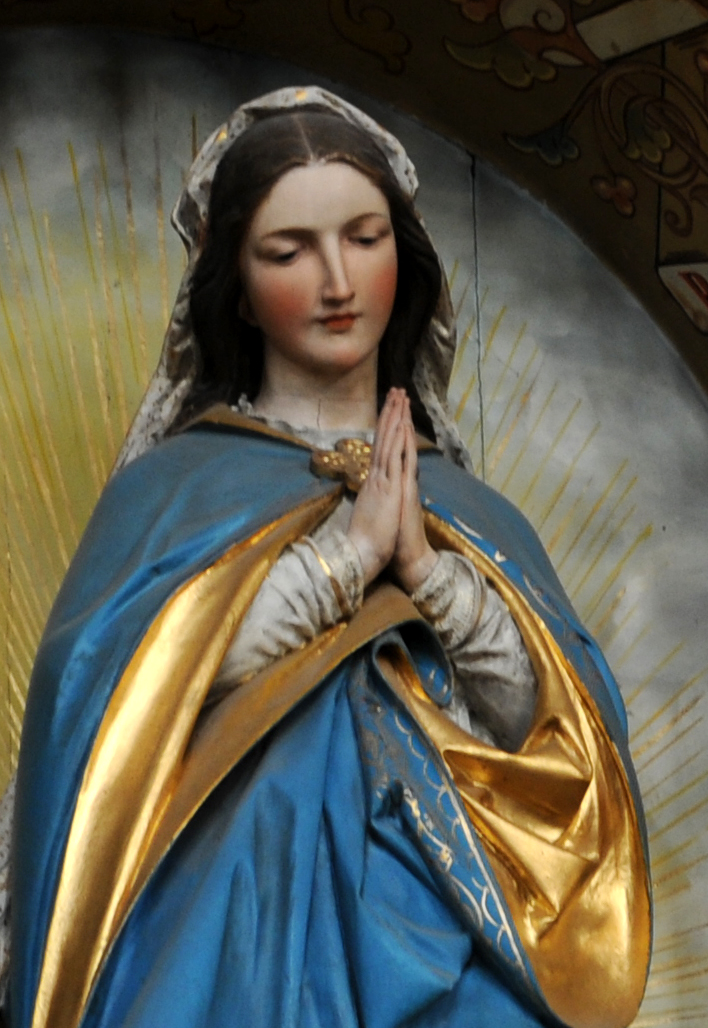
悲しみの聖母

スターバト・マーテル FP.148（仏: Stabat Mater, pour soprano solo,chœur mixte et orchestre ）は1950年に作曲されたフランシス・プーランクの宗教曲。ソプラノ独唱と混声5部合唱、三管編成の管弦楽によって演奏される。

## 概要
前年（1949年）に亡くなった、友人で画家・演出家のクリスチャン・ベラール（Christian Bérard, 1902年 - 1949年）を追悼するために作曲された。当初はレクイエム（死者のためのミサ曲）を予定していたが、スターバト・マーテル（悲しみの聖母）に変更された。
1951年6月13日　ストラスブール音楽祭で初演された。
- 指揮：フリッツ・ミュンシュ（フランス語版）（Fritz Münch 、 シャルル・ミュンシュの兄）
- ソプラノ独唱：ジュヌヴィエーブ・モアザン（Genevieve Moizan ）
- 合唱：サン・ギョーム合唱団（Chœurs de Saint-Guillaume ）
- 管弦楽：ストラスブール市立管弦楽団

同年にアメリカでも演奏され、優れた合唱曲としてニューヨーク音楽批評家賞（New York Music Critic's Circle Award for best choral work ）を受賞した。
プーランク自身は1953年のインタビューの中で「いまから五十年後にわたしが書いた音楽がなおも人々の関心を惹くとすれば、それは『無窮動』ではなく『スターバト・マーテル』のほうでしょう。」と語っている。

## 編成
- ソプラノ独唱（第6曲、第10曲、第12曲）
- 混声合唱（ソプラノ、コントラルト、テノール、バリトン、バス）
- 木管楽器:フルート2、ピッコロ1、オーボエ2、コーラングレ1、クラリネット2、バスクラリネット1、ファゴット3
- 金管楽器:ホルン4、トランペット3、トロンボーン3、チューバ1
- 打楽器:ティンパニ
- その他:弦五部、ハープ2

## 構成
12曲から構成されている。各曲の「間」が楽譜に指定されている（歌詞はスターバト・マーテル参照）。
1.悲しみに沈める聖母は涙にくれて（Stabat mater dolorosa）Très calme
pp で終止。短い沈黙の後、アタッカで次のffに続く
2.嘆き悲しみ、苦しめる御子の魂を（Cujus animam gementem）Allegro molto - Très violent
速いテンポのまま、pp で終止。非常に短い沈黙の後、pp のアカペラに続く
3.おお、神のひとり子の（O quam tristis） Très lent
pp で終止。短い沈黙の後、次のp に続く
4.尊き御子の苦しみを（Quae moerebat）Andantino　
pp のフェルマータで終止。アタッカで次のff に入る。
5.これほどまでに嘆きたまえる（Quis est homo） Allegro molto - Prestissimo
fff で終止。長い沈黙をはさんで次のpp に続く。
6.また瀕死のうちに見捨てられ（Vidit suum ）Andante
第1曲の冒頭が回想され、pp で終止。長い沈黙をはさんで次のf に続く。
7.愛の泉なる御母よ（Eja mater）Allegro
ミュートをつけたトロンボーンのグリッサンドで終止。短い沈黙の後、ff のアカペラに続く。
8.わが心がその御心にかなうべく（Fac ut ardeat）Maestoso
ppp で終止。短い沈黙の後、次のp に続く。
9.聖なる母よ（Sancta mater） Moderato - Allegretto
pp のフェルマータで終止。短い沈黙の後、弦楽器のff に続く。
10.われにキリストの死を負わしめ（Fac ut portem ）Tempo de Sarabande
ppp のフェルマータで終止。アタッカで次のff に続く。
11.おお乙女よ、審判の日に（Inflammatus et accensus） Animé et très rythmé - Adagio subito
ff のフェルマータで終止。アタッカでpp のアカペラに続く。
12.肉体が死するとき（Quando corpus） Très calme
fff で終止する。